# Junior Bake Off Italia (sesta edizione)
La sesta edizione di  Junior Bake Off Italia è andata in onda dall'11 dicembre 2020  su Real Time.
Il programma è presentato da Flavio Montrucchio e Alessia Mancini ed ha come giudici Ernst Knam e Damiano Carrara.
Quest'anno il regolamento cambia: non sarà eliminato nessuno e non sarà assegnato nessun grembiule blu: ogni bambino guadagnerà fiocchi di neve in base al rendimento per ogni puntata. Saranno assegnati 3 fiocchi di neve al migliore della puntata, 2 al secondo classificato,1 a tutti gli altri. Alla fine chi avrà guadagnato più fiocchi di neve si aggiudicherà il titolo di sesto miglior mini pasticciere d'Italia

## Concorrenti
| Concorrente                 | Età |
| --------------------------- | --- |
| Martina Giovanello          | 9   |
| Anna Bruno                  | 9   |
| Lucia Marticelli            | 8   |
| Clarissa Uczyk              | 9   |
| Samuele Vitorino            | 7   |
| Alessandro Città Napelei    | 9   |
| Federico Bianco Lomasireini | 9   |
| Giulio Clement              | 9   |

## Tabella delle eliminazioni
|            | 1       | Semifinale | Finale  | Finale | Finale     |  |
| Anna       | SECONDA | PRIMA      | PRIMA   | N.D.   | VINCITRICE |  |
| Martina    | PRIMA   | SECONDA    | SECONDA | PRIMA  | SECONDA    |  |
| Giulio     | TERZO   | TERZO      | PRIMO   | N.D.   | SECONDO    |  |
| Clarissa   | TERZA   | TERZA      | SECONDA | TERZA  |            |  |
| Lucia      | TERZA   | SECONDA    | TERZA   | TERZA  |            |  |
| Federico   | TERZO   | TERZO      | TERZO   | TERZO  |            |  |
| Alessandro | TERZO   | TERZO      | TERZO   | TERZO  |            |  |
| Samuele    | TERZO   | TERZO      | TERZO   | TERZO  |            |  |

     Il concorrente vince il programma
     Il concorrente si classifica al secondo posto
     Il concorrente si classifica al terzo posto
     Il concorrente accede alla finalissima
     Il concorrente conquista 3 fiocchi di neve
     Il concorrente conquista 2 fiocchi di neve
     Il concorrente conquista 1 fiocco di neve

## Riassunto episodi

### Episodio 1
Prima TV : 11 dicembre 2020
- La prova creativa: Puzzle di biscotti
- La prova tecnica: Torta scacchiera di Damiano Carrara
- 3 fiocchi di neve: Martina
- 2 fiocchi di neve: Anna

## Ascolti
| Puntata | Data             | Telespettatori | Share | Ospiti                             |
| ------- | ---------------- | -------------- | ----- | ---------------------------------- |
| 1       | 11 dicembre 2020 | 514.000        | 1,90% | -                                  |
| 2       | 18 dicembre 2020 | 361.000        | 1,30% | Luciano Spinelli                   |
| Finale  | 25 dicembre 2020 | 327.000        | 1,30% | Renato Ardovino e Clelia d'Onofrio |
| Media   | Media            | 400.000        | 1,50% | #                                  |